# 安布希德拉特里穆

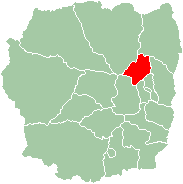

18°28′S 47°17′E / 18.47°S 47.28°E
安布希德拉特里穆，是馬達加斯加的城鎮，位於該國中部，由阿那拉芒加區負責管轄，是安布希德拉特里穆區的首府，2000年人口19,308。